# HD 219134 b
HD 219134 b (بالإنجليزية: HD 219134 b)‏ هو كوكب خارج المجموعة الشمسية، وكوكب، في كوكبة ذات الكرسي، يتبع HD 219134 ‏.

## الاكتشاف
اكتشف في 30 يوليو 2015، وكانت طريقة الاكتشاف طريقة العبور.